# Бортницька вулиця (Київ, Бортничі)
Бо́ртницька ву́лиця — вулиця в Дарницькому районі міста Києва, селище Бортничі. Пролягає від вулиці Йоганна Вольфганга Ґете до 2-го Бортницького провулку. 
Прилучається 2-й Бортницький провулок.

## Історія
Вулиця виникла в середині 2000-х років під сучасною назвою.
Однойменна вулиця знаходиться в тому ж районі, у селищі Червоний хутір. 